# (4696) Arpigny
(4696) Arpigny – planetoida z pasa głównego asteroid okrążająca Słońce w ciągu 4,83 lat w średniej odległości 2,86 j.a. Odkrył ją Edward Bowell 15 października 1985 roku w Stacji Anderson Mesa należącej do Lowell Observatory. Claude Arpigny to astronom z Université de Liège specjalizujący się w badaniach spektroskopowych komet.